# Phare de Kermorvan
Phare de Kermorvan ist der Name eines Leuchtturms in der bretonischen Gemeinde Le Conquet im Département Finistère. Er besitzt eine Tragweite von 22 Seemeilen und ist das Bindeglied zwischen den Leuchttürmen Saint-Mathieu und Trézien an der Four-Passage (Chenal du Four) – einem wichtigen Seeweg zwischen Festland und dem Molène-Archipel.
Der etwa 20 m hohe Turm mit quadratischem Grundriss wurde 1849 auf einem Felsen am Ende der unter Naturschutz stehenden Kermorvan-Halbinsel erbaut und stellt den am westlichsten gelegenen Leuchtturm auf dem französischen Festland dar. Der Zugang zum Turm wird über eine Brücke aus Granit sichergestellt. Der Leuchtturm wird seit 1994 aus Brest ferngesteuert und kann auch besichtigt werden.
Seit dem Mittelalter wurde die Halbinsel Kermorvan befestigt, um den Landungen feindlicher Flotten standzuhalten. Die Batterien nahe dem Leuchtturm wurden nach Plänen von Vauban Ende des 17. Jahrhunderts errichtet und später weiter ausgebaut, um die Angriffe der englischen bzw. der britischen Marine abzuwehren. Kasematten und verschiedene Betonkonstruktionen sind das Werk der Organisation Todt und deutscher Truppen während des II. Weltkriegs.